# اجیدیو کالونی
اجیدیو کالونی (انگلیسی: Egidio Calloni؛ زادهٔ ۱ دسامبر ۱۹۵۲) بازیکن فوتبال اهل ایتالیا است.
از باشگاه‌هایی که در آن بازی کرده‌است می‌توان به باشگاه فوتبال اینتر میلان، باشگاه فوتبال پروجا، باشگاه فوتبال هلاس ورونا، باشگاه فوتبال کومو، باشگاه فوتبال آ.ث. میلان، باشگاه فوتبال پالرمو، و باشگاه فوتبال وارزه اشاره کرد.